# Digvijaysinhji
Digvijaysinhji (जाम साहिब दिग्विजयसिंहजी trb. Dźam sahib Digwidźajsinhdźi; Jam Shri Sir Digvijaysinhji Ranjitsinhji Sahib Bahadur, trb. Dźam Śri Sir Digwidźajsinh dźi Randźitsinhdźi Sahib Bahadur; ur. 18 września 1895 w Sadodarze, zm. 3 lutego 1966 w Bombaju) – indyjski arystokrata, maharadża północno-zachodniego indyjskiego księstwa Nawanagaru, dyplomata. Znany w Polsce dzięki hojnej pomocy udzielonej dzieciom polskim w okresie II wojny światowej.

## Młodość i edukacja
Był trzecim synem maharadży Jawansinhaji Jivansinhaji (1875–1942), młodszego brata władcy Nawanagaru. Z uwagi na brak następcy stryj, maharadża Nawanagaru, jam saheb Kumar Sri Ranjitsinhji Vibhaji adoptował go i wychowywał, co było częstą wśród radźputów praktyką. Stryj znany był wcześniej z osiągnięć sportowych, był m.in. wcześniej czołowym graczem krykieta (znanym jako K.S. Ranjitsinhji lub Ranji), występującym w zespole angielskim jako batsman. Puchar krykieta Ranji Trophy w Indiach nazwano jego imieniem.
Digvijaysinhji kształcił się w szkołach indyjskich i brytyjskich, m.in. w Rajkumar College w stolicy stanu Saurashtra, Radźkot (był później najdłużej pełniącym tę funkcję prezesem rady nadzorczej tej szkoły), Malvern College w Malvern i University College London.

## Maharadża Nawanagaru
Po śmierci stryja (2 kwietnia 1933) odziedziczył tytuł maharadży Nawanagaru, suzerena jednego z 568 księstw (indyjskich państw książęcych) o dużej autonomii, formalnie niewchodzących w skład Indii Brytyjskich, lecz pozostających z Wielką Brytanią w tzw. sojuszu zależnym (ang. subsidiary alliance) i uznających ich zwierzchnictwo. W 1941 księstwo miało 9818 km² i 470 000 mieszkańców.
Maharadżowie Nawanagaru byli znani ze swojej bogatej kolekcji biżuterii, szczególnie z kolekcji biżuterii ze szmaragdów, naszyjników z pereł i diamentów zaprojektowanej w stylu art déco przez Jacques’a Cartiera. Biżuteria o wielomilionowej wartości była symbolem ich władzy i wysokiego statusu.

## Polityk i mąż stanu

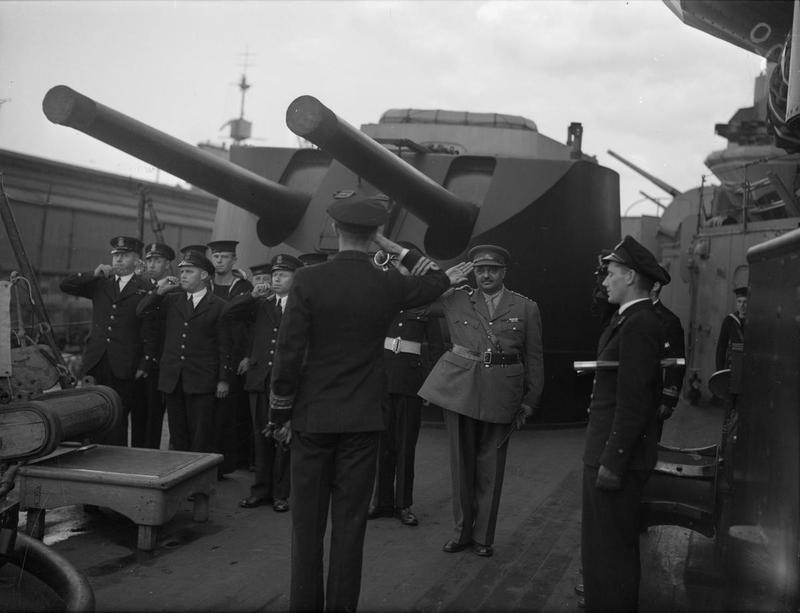
Gen. por. Digvijaysinhji wizytuje pancernik HMS „Nelson” (Szkocja, wrzesień 1942)

W 1920 reprezentował Indie na pierwszym posiedzeniu Ligi Narodów. Był kanclerzem Izby Książąt Indyjskich (hindi Narendra Mandal) w latach 1937–1944 (podobnie jak wcześniej stryj), wchodził z ramienia Indii w skład Imperial War Cabinet (gabinetu imperium brytyjskiego ds. wojny) oraz Rady Wojny na Pacyfiku (1942–1945).
W przeciwieństwie do większości władców indyjskich był zdecydowanym zwolennikiem niepodległości Indii, które ten akt proklamowały kilka minut po północy 15 sierpnia 1947. Stało się to możliwe po uchwaleniu przez brytyjski parlament tzw. Indian Independence Act 1947, przewidującego podział Indii Brytyjskich na głównie hinduistyczne Indie i muzułmański Pakistan oraz całkowitą niezależność księstw, które mogły zadeklarować przyłączenie się do jednego z tych państw lub pozostać formalnie niezależne. Digvijaysinhji był głównym negocjatorem ze strony maharadżów Kathijawaru i jako jeden z pierwszych 15 sierpnia 1947 podpisał dokument przystąpienia do stanu Kathijawar (włączonego później do Gudźaratu). Oznaczało to akces do Unii Indyjskiej (poprzedniczki Republiki Indii) i zrzeczenie się władzy maharadży.
W Nawanagarze rządził jeszcze pół roku, do 15 lutego 1948, kiedy proklamowano utworzenie stanu Kathijawar z około 200 większych i mniejszych autonomicznych księstw. Powiedział wtedy w odpowiedzi Vallabhbhaiowi Patelowi, indyjskiemu wicepremierowi i ministrowi spraw wewnętrznych:
To nie jest tak, że jesteśmy zmęczonymi monarchami, którzy oczekują wypoczynku. Nie jesteśmy też zastraszeni w celu uległości. Naszą własną wolą jest sprzymierzyć się dla przekazania naszej suwerenności w celu stworzenia nowego państwa, uważając, że zjednoczony stan Kathijawar i Unia Indyjska mogą osiągnąć więcej.
Następnie od grudnia 1948 do 31 października 1956 pełnił funkcję szefa administracji (hindi rajpramukh) tego stanu, przemianowanego na stan Saurashtra do czasu jego przyłączenia do stanu Bombaj. Obecnie dawne księstwo jako dystrykt Jamnagar wchodzi w skład stanu Gudźarat.
Po II wojnie światowej był jednym z pierwszych przedstawicieli niepodległych Indii w Organizacji Narodów Zjednoczonych. Pełnił m.in. funkcję zastępcy szefa delegacji indyjskiej w Zgromadzeniu Ogólnym (1948–1951) oraz przewodniczącego Trybunału Administracyjnego ONZ (1950–1951). Dostał wiele ważnych odznaczeń indyjskich i brytyjskich. Do końca życia zachował formalny tytuł maharadży.

## Związki z Polską

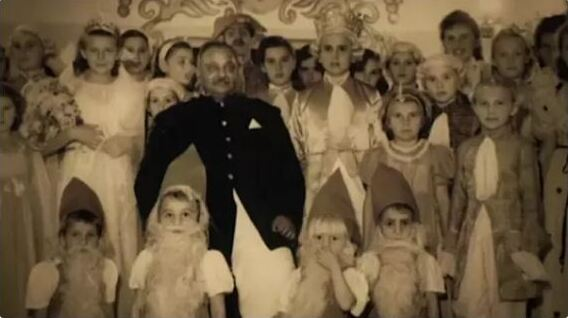
Maharadża Digvijaysinhji z dziećmi i kobietami, uchodźcami z Polski, w Boże Narodzenie 1943

O Polsce usłyszał po raz pierwszy w latach 20., gdy mieszkając wraz ze stryjem w Szwajcarii, poznał bliżej sąsiada – Ignacego Paderewskiego. Osobowość pianisty, rozmowy i dyskusje na temat Polski zrobiły na młodym księciu tak duże wrażenie, że do końca życia czynnie interesował się jej losami. Jako jeden z dwóch hinduskich delegatów w gabinecie wojennym Wielkiej Brytanii poznał generała Władysława Sikorskiego.
Kiedy 24 grudnia 1941 Stalin wydał zgodę, by z ZSRR wyjechały osierocone polskie dzieci, polscy ochotnicy zaczęli ich szukać w sierocińcach. W Aszchabadzie przy granicy z Iranem zorganizowano polski sierociniec, do którego trafiały dzieci z całego Związku Radzieckiego. Dużą rolę w jego utworzeniu odegrała piosenkarka Hanka Ordonówna i jej mąż Michał Tyszkiewicz współpracujący z radcą Józefem Żmigrodzkim z ambasady polskiej w Kujbyszewie. Dzieci z okolic Samarkandy i Buchary w Uzbekistanie przewoził także wicekonsul z Bombaju Tadeusz Lisiecki wraz z kpt. Archie Webbem, przedstawicielem rządu indyjskiego.
Obozy uchodźców polskich w Indiach, w tym także obozy dla polskich sierot, były organizowane przez delegaturę Ministerstwa Pracy i Opieki Społecznej Rządu Rzeczypospolitej Polskiej na Uchodźstwie pod kierownictwem Wiktora Styburskiego, delegata w okresie 29 maja – 30 października 1943, oraz Kiry Banasińskiej, zastępczyni delegata. W 1942 w obecnym stanie Gudźarat, w Balachadi koło Jamnagaru, niedaleko letniej rezydencji maharadży powstał Polish Children Camp. Dokumentację techniczną opracował J.O. Jagus, główny inżynier Jama Saheba Digvijayasinhaji, a budowniczym był jego sekretarz wojskowy mjr Geoffrey Clarke.
Przewieziono tu także dzieci z obozu przejściowego (do którego trafiła także Ordonówna) w Bandrze na przedmieściach Bombaju, a który zorganizował konsul Eugeniusz Banasiński przy współudziale żony Kiry, kierowniczki placówki Polskiego Czerwonego Krzyża w Indiach oraz z obozu w Kwecie.
Osiedle od początku było przeznaczone dla polskich dzieci, którym udało się wydostać z terenu ZSRR razem z armią Andersa. Maharadża, oprócz osobistego wkładu finansowego i własnej pracy, nakłonił Izbę Książąt Indyjskich, aby przyjęła na siebie dobrowolne zobowiązanie utrzymania pięciuset polskich dzieci do końca II wojny światowej. W Delhi został powołany Komitet Pomocy Dzieciom Polskim, na który składały się dobrowolne ofiary osób prywatnych oraz kwoty indywidualne zadeklarowane przez kilkudziesięciu maharadżów, którzy zobowiązali się do utrzymywania do końca wojny określonej liczby dzieci. Otworzono także rachunek bankowy pod nazwą „The Polish Children’s Account”, na którym zdeponowano wyjściową dotację w wysokości 50 tysięcy rupii. Znaczną sumę w wysokości 8500 rupii zebrał Indyjski Czerwony Krzyż. W skład tego Komitetu wchodzili między innymi: katolicki arcybiskup Bombaju Thomas Roberts, przedstawiciele Izby Książąt Indyjskich, przedstawiciel rządu indyjskiego w randze wiceministra kpt. Archibald Webb, a ze strony polskiej konsul Eugeniusz Banasiński.
Ponadto – niezależnie od swego zaangażowania w budowę osiedla – przez cały okres jego funkcjonowania maharadża wspierał dodatkowymi ofiarami pieniężnymi skromną kasę ośrodka. Powiedział dzieciom:
Nie uważajcie się za sieroty. Jesteście teraz Nawanagaryjczykami, ja jestem Bapu, ojciec wszystkich mieszkańców Nawanagaru, w tym również i wasz.
W relacjach ówczesnych dzieci, które miały okazję mieszkać w osiedlu, najbardziej podkreślana jest jednak wielkoduszność Jam Saheba, otwartość na polskich uchodźców, szczere zainteresowanie ich osobistymi problemami i radościami, gościnność, łagodność, spontaniczność, duże zaangażowanie w całe życie osiedla. Brał udział we wszystkich ważnych uroczystościach, spacerował po osiedlowych uliczkach, zaglądał do bloków dzieci i rozmawiał z nimi. Żywo interesował się polską kulturą.
Ze wspomnień mieszkańców polskiego osiedla wyłania się następująca sylwetka maharadży: z kolejnego wyjazdu przywiózł sobie z Londynu Chłopów Reymonta, przetłumaczonych na język angielski. Książkę tę zaliczał do swych ulubionych lektur. Bardzo podobały mu się też nasze tańce i stroje ludowe.
Z wielkim zainteresowaniem oglądał też inscenizacje teatralne oraz różnego rodzaju pokazy i zawody sportowe. Praktycznie nie opuścił żadnej premiery. Potrafił szczerze bawić się na jasełkach, wzruszać perypetiami „Kopciuszka”, jak i głęboko przejmować losem „Kordiana”. Zazwyczaj przed przedstawieniem prosił o przetłumaczenie tekstu lub o dłuższe wprowadzenie. Reagował spontanicznie: widocznym wzruszeniem, śmiechem, oklaskami. Był naprawdę wdzięcznym widzem. Po spektaklu zapraszał młodych aktorów na uroczysty, wspólny podwieczorek, obdarowywał ich słodyczami.
12 maja 1945 odbyła się uroczystość poświęcenia sztandaru hufca harcerskiego, którą zaszczycił swą obecnością również maharadża. Wręczając sztandar phm. Janinie Ptakowej, wygłosił piękne przemówienie, mówiąc m.in.:
Jest to dla mnie i mojej żony wielki zaszczyt, ze zostaliśmy rodzicami chrzestnymi tego polskiego sztandaru. Niechaj te srebrne gwoździe, które wbijamy w drzewce tej flagi będą gwoździami wbitymi w trumnę wrogów wolności i waszych domów (…).
Zawsze pozostanę wierny i lojalny wobec Polski, zawsze będę sympatyzował z przyszłością Waszego kraju. Jestem pewny, że Polska będzie wolna, że powrócicie do waszych szczęśliwych domów, do kraju wolnego od ucisku. Duch Polski, który jest znany w całym świecie, jak długo pozostanie takim, jakim jest teraz, wywalczy wolność kraju. Ochraniajcie ten sztandar nawet życiem własnym, ponieważ natchnieni takim duchem zawsze pokonacie wszelkie przeciwności.
W historii Jamnagaru dzisiejsze wydarzenie pozostanie zawsze jako jedno z najpiękniejszych, które kiedykolwiek miało miejsce. Niech was Bóg błogosławi i pozwoli wrócić do prawdziwie wolnej i szczęśliwej Polski.
Bardzo smutne było ostatnie pożegnanie z maharadżą, po likwidacji osiedla w 1946 r. Na dworzec kolejowy przyjechał osobiście. Żegnał się ze wszystkimi dorosłymi. Podchodził też kolejno do poszczególnych grup dzieci. Ze starszymi rozmawiał, młodsze głaskał lub przytulał do swego potężnego torsu. Widać było, że rozstanie sprawiało mu wielką przykrość. Wielce wzruszony, co chwila wycierał zwilgotniałe oczy. Może przeczuwał, że rozstajemy się na zawsze. Taki to był ten nasz polsko-indyjski maharadża.
W 1945, obawiając się, że dzieci zostaną przymusowo wysiedlone z Indii do komunistycznej Polski, maharadża wraz z ks. I. Plutą i angielskim oficerem zajmującym się osiedlem, adoptowali ok. 200 polskich dzieci.
Zapytany przez gen. Sikorskiego, czym Polska mogłaby się odwdzięczyć za przygarnięcie tysiąca bezdomnych polskich dzieci, odpowiedział: W wyzwolonej Polsce nazwijcie moim imieniem którąś z warszawskich ulic.
Wojenną zawieruchę w osiedlach w Indiach przetrwało ok. 5,5 tys. polskich dzieci.

## Rodzina
7 marca 1935 w Sirohi zawarł związek małżeński z księżniczką Shri Gulab Kunwarba Sahiba (Kanchan Kunwarba, 1910–1994), która w okresie wojny w czasie nieobecności męża związanej z jego licznymi obowiązkami, pełniła kilkakrotnie funkcję regentki (1941, 1942–1943). Z małżeństwa tego urodziło się czworo dzieci:
- Jam Saheb Sataji (Jam Shri Shatrushalyasinhji (Sataji) Digvijaysinhji Sahib Bahadur) (ur. 20 lutego 1939, odziedziczył po ojcu honorowy tytuł maharadży w 1966, ale został go ostatecznie pozbawiony w grudniu 1971);
- córki: Harshad Kumari (ur. 1936), Mukund Kumari i Himanshu Kumari (ur. 1943).

## Kariera sportowa i wojskowa
Podtrzymując tradycje stryja z powodzeniem brał udział w rozgrywkach krykieta. Pełnił w latach 1937–1938 prestiżową funkcję prezydenta Board of Control for Cricket in India, był także członkiem wielu znaczących klubów sportowych. Tę tradycję kontynuował także jego syn, gracz pierwszoligowej drużyny krykietowej Jamnagaru.
W służbie brytyjskiej brał udział w I wojnie światowej, za co otrzymał British War Medal, następnie w działaniach na terenie Waziristanu. Pełnił szereg honorowych funkcji wojskowych w armii Imperium Brytyjskiego, za które otrzymał liczne odznaczenia.
Stopnie wojskowe:
- 1919: podporucznik
- 1921: porucznik
- 1929: kapitan
- 15 lutego 1936: major
- 23 września 1936: podpułkownik
- 1942: pułkownik
- luty 1947: generał porucznik

## Niektóre odznaczenia
- India General Service Medal (1909), Waziristan 1924
- King George VI Coronation Medal – 1935
- Order Cesarstwa Indyjskiego – 1939 wielki komandor (GCIE)
- Order Gwiazdy Indii – 1935 komandor (KCSI), 1947 wielki komandor (GCSI)
- Gwiazda za Wojnę 1939–1945
- Gwiazda Pacyfiku
- Gwiazda Afryki (za udział w II wojnie światowej na terenach Afryki)
- Medal Wojenny Brytyjski (za udział w I wojnie światowej)
- Krzyż Komandorski Orderu Zasługi Rzeczypospolitej Polskiej (pośmiertnie 23 grudnia 2011)[27].

## Upamiętnienie w Polsce

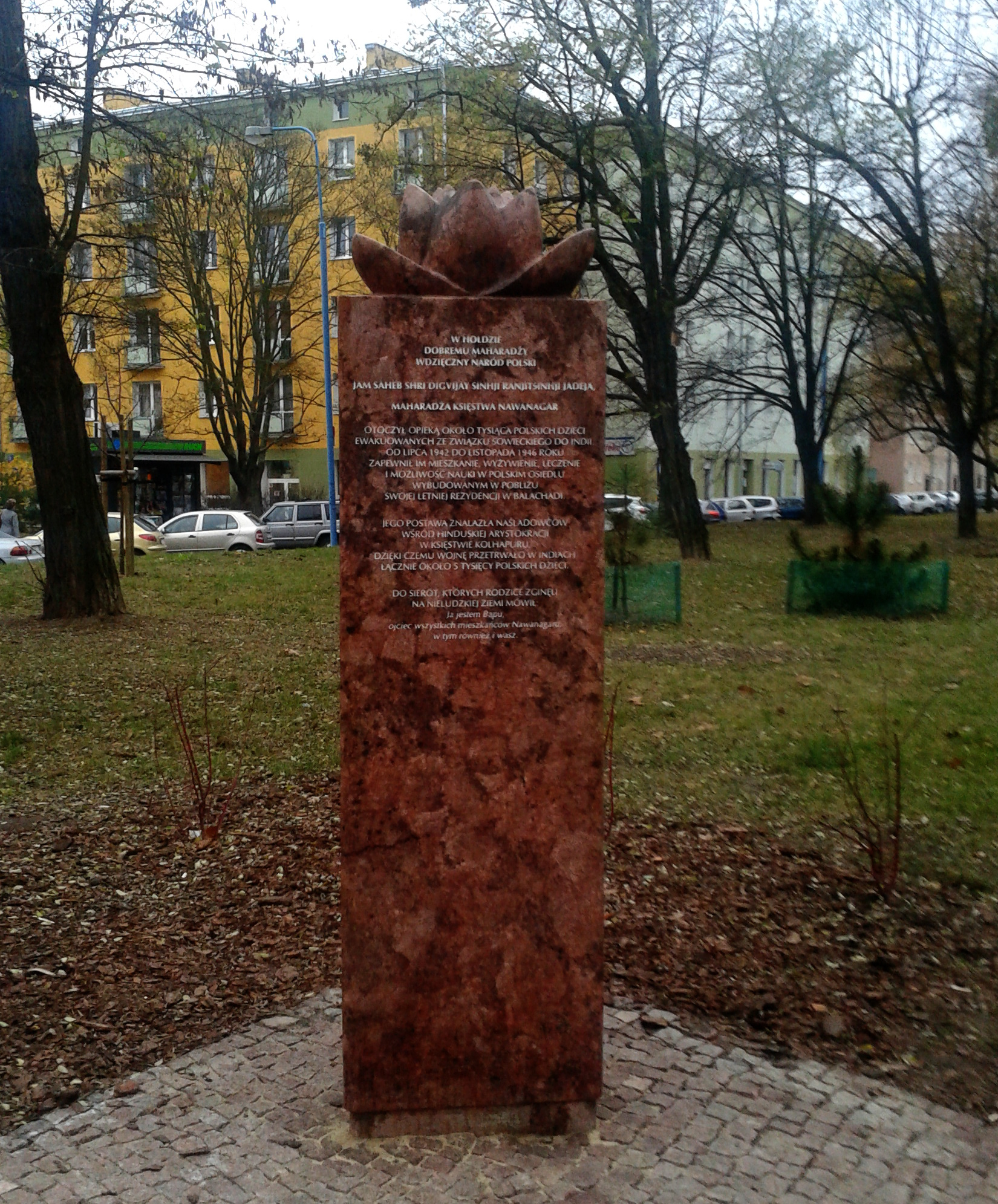
Pomnik Dobrego Maharadży na skwerze jego imienia w Warszawie

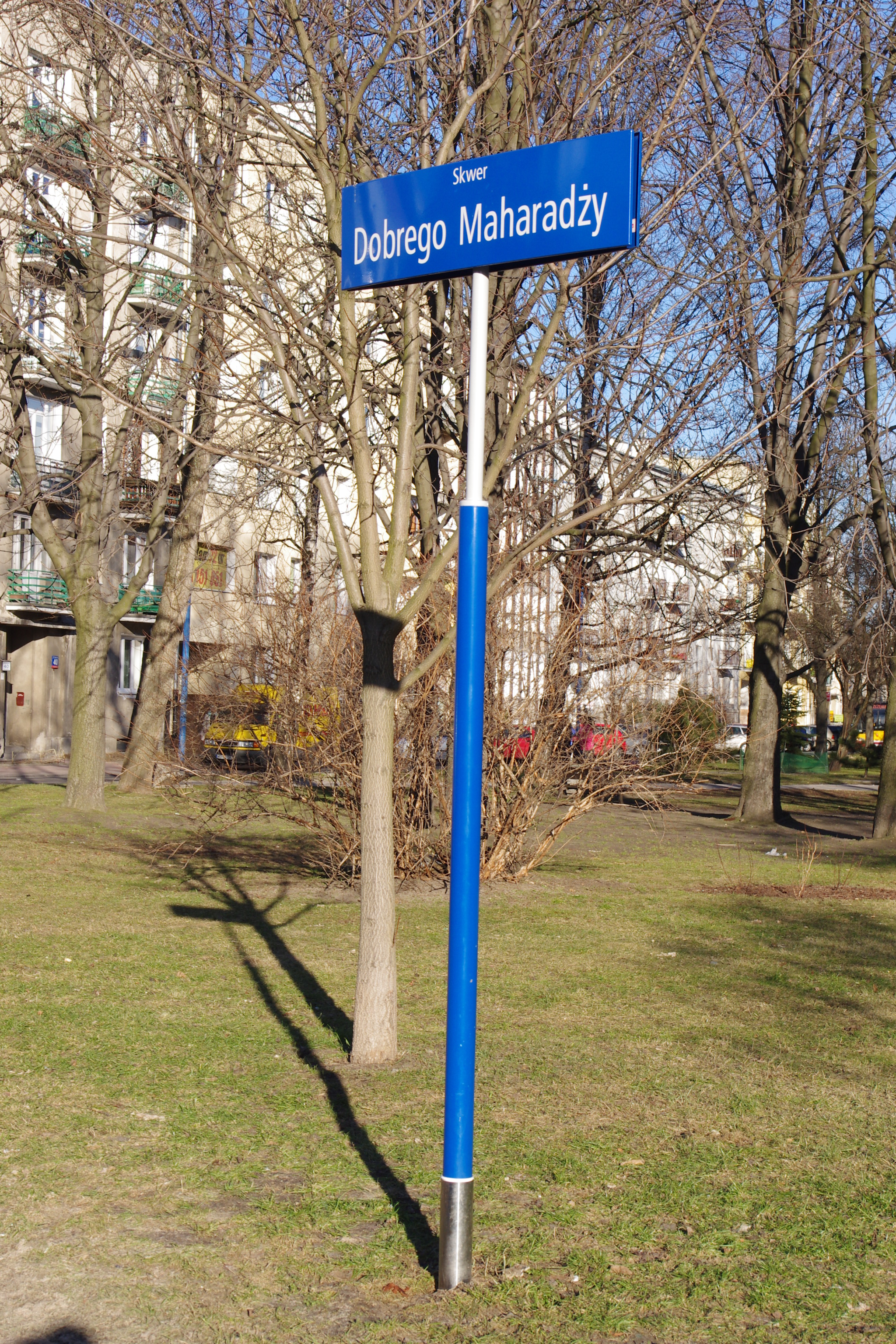
Skwer Dobrego Maharadży na warszawskiej Ochocie

Nadanie Krzyża Komandorskiego Orderu Zasługi RP poprzedzone było akcją społeczną podjętą z inicjatywy Krzysztofa Iwanka, eksperta Centrum Studiów Polska-Azja.
W 2012 skwer potocznie zwany Opaczewskim (położony między nitkami ulicy Opaczewskiej w Warszawie) nazwano imieniem Dobrego Maharadży. Miejsce wybrano świadomie: w 1991 w internacie pobliskiego Technikum Kolejowego zakwaterowano osoby przybyłe na pierwszy zjazd dzieci z polskiego osiedla w Indiach. W 2014 na skwerze, na rogu ulic Opaczewskiej i Białobrzeskiej, odsłonięto pomnik maharadży zaprojektowany przez Marka Moderaua. Umieszczono na nim napisy po polsku, angielsku i w hindi.
Imię Jam Saheba Digvijay Sinhji nosi ZSSO „Bednarska” w Warszawie oraz I SLO. Przesądziło o tym zdecydowaną większością głosów referendum przeprowadzone w czerwcu 1999 wśród społeczności szkolnej. Pomysł ten podsunął dyrektor Krystynie Starczewskiej prof. indologii Krzysztof Byrski.
11 marca 2016 Sejm RP podjął uchwałę w sprawie uczczenia pamięci Dobrego Maharadży w brzmieniu:

3 lutego 2016 roku obchodziliśmy 50. rocznicę śmierci Jama Saheba Shri Digvijaysinhji Ranjitsinhji Jadeja, Maharadży Księstwa Nawanagar, człowieka, który z dobrej woli i bezinteresownie pomógł ponad tysiącowi polskich dzieci, które udało się ewakuować ze Związku Socjalistycznych Republik Sowieckich po 24 grudnia 1941 roku. Polskie dzieci, które trafiły do Indii, wyprowadzone zostały z terenów syberyjskich Związku Sowieckiego przez gen. Władysława Andersa do Iranu. Stamtąd były przesiedlane do różnych krajów świata. Około 5 tys. sierot przybyło do Indii. Część młodych Polaków trafiła pod opiekę Dobrego Maharadży, jak zwykli nazywać go podopieczni. Sejm Rzeczypospolitej Polskiej, przypominając postać Jama Saheba Shri Digvijaysinhji Ranjitsinhji Jadeja, Maharadży Księstwa Nawanagar, w 50. rocznicę jego śmierci, czci pamięć o nim i oddaje mu hołd za jego ogromne zasługi oraz wielką bezinteresowność, jaką wykazał się, ratując od głodu i cierpienia ponad tysiąc polskich dzieci.

W 2016 powstała wystawa pt. Droga do Indii. Polskie osiedla w Balachadi i Valivade 1942–1948 (ang. Passage to India. The Wartime Odyssey of Polish Children and the Good Maharaja). Przygotowało ją Muzeum Historii Polski we współpracy ze Stałym Przedstawicielstwem RP przy ONZ w Nowym Jorku. Na wystawie upamiętniono Dobrego Maharadżę i jego działania. Ekspozycję prezentowano w siedzibie ONZ. Wystawie towarzyszyły relacje mówione osób, które były wychowankami obozów. Wystawa jest dostępna online na platformie Google Cultural Institute.
Po Wrocławiu od 2022 jeździ tramwaj imienia Dobrego Maharadży. Imię nadano pojazdowi w 75 rocznicę niepodległości Indii.

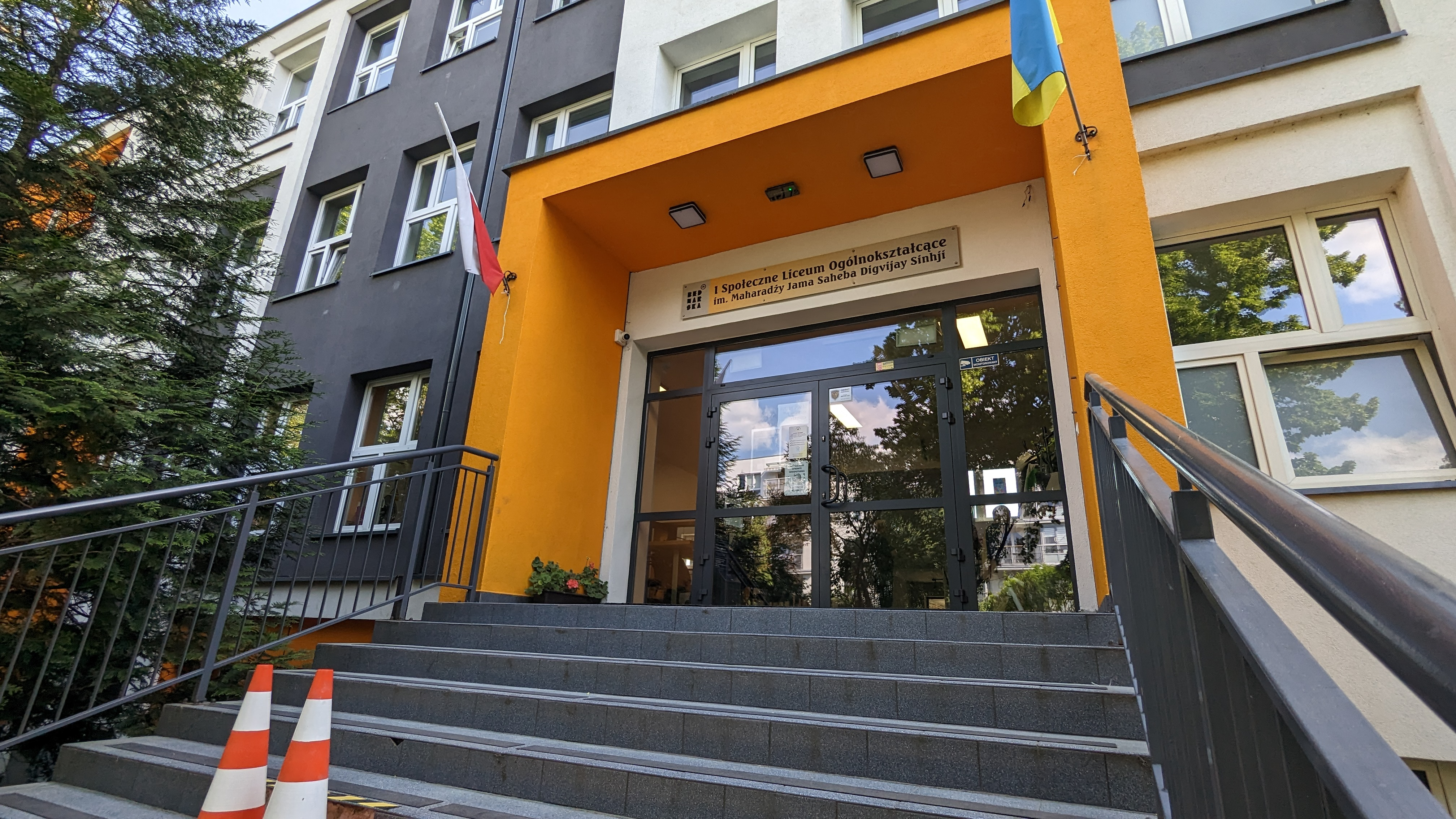
I Społeczne Liceum Ogólnokształcące im. Jama Saheba Digvijay Sinhji w Warszawie

## W kulturze popularnej
O maharadży można przeczytać w publikacjach traktujących o polskich obozach w Indiach:
- Anurandha Bhattacharjee, Druga Ojczyzna. Polskie dzieci tułacze w Indiach, Wydawnictwo Poznańskie, 2014, ISBN 978-83-717-7887-2 (książka powstała w oparciu o dysertację doktorską pt. Polscy uchodźcy w Indiach obronioną na Uniwersytecie w Pune)[46].
- Joanna Puchalska, Wszystkie dzieci Maharadży, Wydawnictwo Fronda, 2021, ISBN 9788380796775[47].

Jest też bohaterem filmów:
- A Little Poland in India, 2013, reż. Anu Radhu[48][49];
- Fajna ferajna w Indiach (ang. Brave Bunch in India), 2021, reż. Tomasz Stankiewicz[50].

## Wymowa i znaczenie tytułów
W zapisie w języku angielskim pierwsze dwa człony Jam Saheb pisze się często wielką literą. Jest to tytuł monarchów panujących w Nawanagarze (analogiczne do króla lub cesarza w krajach zachodnich). Tak więc dźam saheb Nawanagaru oznacza „króla Nawanagaru”. Końcowe dźi to partykuła, której po polsku odmienić nie możemy, można to jednak uczynić z pozostałymi wyrazami (w tym dwoma członami złożenia: Digwidźaj i sinh). Należy więc mówić dźam saheb Digwidźajsinhdźi, ale dźama saheba Digwidźajasinhadźi.